# Rok Golob
Rok Golob, slovenski skladatelj, dirigent in aranžer, * 11. februar 1975, Ljubljana.

## Življenjepis
Rok je sin skladatelja Janija Goloba; na Akademiji za glasbo v Ljubljani je končal študij kompozicije v razredu Daneta Škerla, izpopolnjeval pa se je v Los Angelesu na mojstrskih tečajih filmske glasbe. Njegovo področje je predvsem zabavna glasba in džez.
Rok Golob je skladatelj, aranžer, producent in multi-instrumentalist. Sodeloval pa je že na več kot 50 CD projektih (kot solist, skladatelj …), piše pa tudi glasbo za filme, TV in radio. Njegovo raznoliko ustvarjanje vsebuje dela za simfonične orkestre, zbore, big-bande, rock-pop-jazz soliste in pihalne godbe. Za svoje projekte je prejel že 6 slovenskih glasbenih nagrad in 7 nagrad iz tujine. Sodeloval je s svetovno znanimi glasbeniki, kot na primer: Elmer Bernstein, Bjork, Bobby McFerrin, Christopher Young, Joe Harnell, Martika, Jose Carreras, Gino Vannelli, Vinnie Colaiuta (Sting, Frank Zappa …), Luis Conte (Santana, Phil Collins, Madonna), Bendik (Steps Ahead), Jimmy Haslip (Yellow Jackets), Katia Moraes, Rambo Amadeus… Slovenski izvajalci: Orkester slovenske filharmonije, Orkester RTV Slovenija, Big-band RTV Slovenija, Operni zbor SNG Ljubljana, APZ Tone Tomšič, Katrinas, Darja Švajger, Magnifico, Neisha, Siddharta, Oto Pestner, Jadranka Juras in mnogi drugi.